# 230 f.Kr.

## Händelser

### Efter plats

#### Anatolien
- Staden Pergamon blir anfallen av galatier (kelter som har slagit sig ner i Anatolien) eftersom dess ledare, Attalos I Soter, har vägrat erlägga den sedvanliga tributen. Attalos krossar sin fiende i ett slag utanför stadens murar och för att markera framgången antar han titeln kung och namnet Soter.

#### Grekland
- Kung Agron av Illyrien dör 231 f.Kr. och efterträds officiellt av sin och hans första hustru Triteutas son Pinnes. Kungariket styrs dock i praktiken av Agrons andra hustru, drottning Teuta (Tefta), som förvisar grekerna från den illyriska kusten och därefter skickar ut sjörövarfartyg i Joniska havet, vilka tar priser bland romerska fartyg. Hon fortsätter sin mans politik att anfalla städer på Greklands västkust och utföra storskalig sjörövarverksamhet i Adriatiska och Joniska haven.

#### Romerska republiken
- Eftersom romerska handelsmän blir dödade av illyriska sjörövare skickar romarna sändebud till Illyrien. Efter att ett romerskt sändebud blir mördat av illyriska soldater (efter att ha förolämpat drottning Teuta) ockuperar romerska styrkor ön Korkyra med målet att få Teuta något mer ödmjuk.

#### Egypten
- Kung Ptolemaios III låter bygga Horustemplet.

#### Kina
- Staten Qin erövras av staten Han.

#### Indien
- Kung Kubera regerar över Bhattiprolu i Guntur i Andhra Pradesh.

## Avlidna
- Ad Herbal, amiral över den karthagiska flottan, som har stridit för Karthagos dominans i Medelhavet över Rom i det första puniska kriget
- Aristarchos från Samos, grekisk astronom och matematiker (född omkring 310 f.Kr.)